# 延江浩
延江 浩（のぶえ ひろし、1958年3月31日 - 2025年4月6日）は、日本のラジオプロデューサー・作家・コラムニスト・ラジオDJ。エフエム東京（TOKYO FM）村上RADIO ゼネラルプロデューサー。

## 来歴・人物
東京都武蔵野市出身。暁星高校、慶應義塾大学文学部卒業後、FM東京に入社。数々のラジオ番組を手掛ける。
また作家としても活動し、『いつか晴れるかな～大鹿村騒動記』などの著作も発表。
また、国文学研究資料館・文化庁共催「ないじぇる芸術共創ラボ」委員、早稲田大学文化推進部参与なども務めた。
2025年4月6日午前2時33分、致死性不整脈のため東京都内の病院で死去。67歳没。

## 受賞歴
- 講談社小説現代新人賞
- リトルモア・ストリートノベル賞
- アジア太平洋放送連合（ABU）ドキュメンタリー部門グランプリ
- ギャラクシー大賞、日本放送文化大賞グランプリ（第13回）同準グランプリ（第1回、第4回）
- 民間放送連盟賞準グランプリ
- 民間放送連盟教養部門最優秀賞
- 文化庁芸術祭ドキュメンタリー部門優秀賞
- 放送文化基金ラジオ番組最優秀賞
- JFN大賞、特別賞、
- 放送人グランプリ2017優秀賞（個人）

## ラジオプロデューサーとしての主な活動
- 村上春樹「村上RADIO」
- ドラマ『ミイラになるまで』（島田雅彦 原作）　※ギャラクシー賞奨励賞
- ドキュメンタリー『ライン〜僕たちの境界線』（2005年5月30日） ※第1回日本放送文化大賞准グランプリ
- ドキュメンタリー『苑子ちゃんの手紙（Sonoko’s Letter）』（2008年5月29日） ※アジア太平洋放送連合（ABU）ドキュメンタリー部門グランプリ、放送文化基金ラジオ番組賞、第4回放送文化大賞准グランプリ
- 特別番組『SEIKO presents ゆく年くる年〜一秒の言葉」（2008年12月31日（松任谷正隆 中井美穂） ※JFN大賞
- 特別番組『3年7組 栗原清志の青春』（2009年11月3日）- 忌野清志郎の青春を描いたラジオドラマ。 ※ギャラクシー選奨
- 特別番組『3年目の春だより〜東日本大震災特番』（2014年3月11日） - 出演：ロバート・キャンベル、高橋万里恵、演奏：寺井尚子。 ※2014年（平成26年）ギャラクシー大賞
- ピートシーガー追悼特別番組『野に咲く花は少女の胸に』（2014年5月28日 - 出演：小室等、森山良子、ロバート・キャンベル、近藤等則、カタリーナ・ヴィット〈旧東ドイツ　元フィギュアスケート選手〉、演奏：忌野清志郎〈2003年、熊野の森ライブ〉、森山良子・仲井戸麗一〈2014年新宿ピットインライブ〉） ※ギャラクシー選奨、民間放送連盟教養部門優秀賞
- TOKYO FM FM長崎共同制作 軍艦島閉山40周年『Hashima on my mind』（2014年8月16日 - 主演：麻生祐未。 ※平成27年度日本民間放送連盟賞ラジオ報道優秀賞JFN特別賞
- 特別番組『ライターのつぶやき〜河北新報の5年』（2016年3月6日 ※JFN大賞
- 特別番組『言の葉の海に漕ぎ出して』（2016年11月23日 - 出演：井上陽水、ロバート・キャンベル、朗読：三上博史。 ※2016年文化庁芸術祭ドキュメンタリー部門優秀賞、2017年第13回日本放送文化大賞ラジオ分門グランプリ
- 特別番組『LOVE&HOPE〜ヒューマンケアプロジェクト』 ※民間放送連盟報道部門優秀賞
- 特別番組『ミュージックドキュメント 井上陽水×ロバート・キャンベル「言の葉の海に漕ぎ出して」』 ※第54回 ギャラクシー賞 ラジオ部門 優秀賞
- 特別番組『ねじれちまった悲しみに』（2019年8月18日放送）※放送文化基金賞ラジオ番組最優秀賞
- TOKYO FM 小澤征爾追悼特別番組 セイジ、フォーエバーを聴く（2024年2月26日放送　出演：宮本文昭 / 山田和樹 / 東条碩夫 / 大後寿々花 ）
- TOKYO FM特別番組 春をめくる1ページ 珠洲、輪島なりわい再生物語 を聴く（2024年2月4日放送）

### その他のプロデュース・演出した番組・イベント
- 音のない世界で（2014年12月12日、新国立劇場共同制作、作：長塚圭史） - 出演：松たか子、首藤康之、近藤良平、長塚圭史
- パナソニック メロディアス・ライブラリー - 出演：小川洋子
- DOCOMO シーソーメール〜SHE SAW MAIL（2010年4月3日 - 2011年3月27日）- 出演：長塚圭史、長谷川京子、脚本：谷村志穂、大崎善生
- 八月の光（2016年8月29日、新国立劇場共同制作）
- 村上 RADIO ～戦争をやめさせるための音楽
- 沖縄本土復帰50年 特別番組『血や怒り悲しみでもなく人を抱く色として咲けハイビスカスよ』
- ボブ・ディラン ノーベル文学賞受賞記念 The Times They Are a―Changin’〜時代は変わる（2016年10月23日） - 出演：小室等、ロバート・キャンベル
- 東日本大震災特番〜LOVE&HOPE〜2年目の春だより（2014年3月11日） - 出演：高橋万里恵、演奏：渡辺貞夫
- 東日本大震災特番〜LOVE&HOPE〜4年目の春だより（2015年3月11日） - 出演：平野啓一郎、高橋万里恵、演奏：溝口肇
- 東日本大震災特番〜LOVE&HOPE〜5年目の春だより（2016年3月11日） - 出演：ロバート・キャンベル、高橋万里恵、演奏：溝口肇
- 街で一番の男〜ビートニクラジオ - 出演：ビートたけし、浅草キッド
- 村上隆のエフエム芸術道場
- 恋はとまらない - 出演：バカボン鬼塚、近藤美枝子
- 踊るマチュピチュ（1991年 - 1992年） - 出演：広崎うらん、DJ：二見裕二
- 風流 - 出演：伊武雅刀、演出・選曲：桑原茂一
- Yuming Chord - 出演：松任谷由実
- ハートシェアリング - 出演：八代英輝
- FMモーニング東京 - 出演：清水哲男
- クロノス - 出演：八代英輝、柴田幸子、中西哲生、高橋万里恵
- Blue Ocean - 出演：望月理恵
- Blue Ocean - 出演：住吉美紀
- あ、安部礼司
- サントリーサウンドマーケット
- 仮想熱帯 - 出演：大貫妙子
- 空想紀行 - 出演：大貫妙子
- 倶楽部ASTORO
- blue&Green - 出演：山田詠美
- 物語と海 - 出演：大西結花
- 桑田佳祐のやさしい夜遊び - 出演：桑田佳祐
- 気ままな朝帰り
- Ryu‘s RAINFOREST - 出演：村上龍
- Ryu‘s Butterfly - 出演：村上龍
- ポップコーン・オン・ザ・ギンザ 1945〜1952（2015年8月31日） - 出演：ロバート・キャンベル、十重田裕一、秋吉敏子、湯川玲子、白石加代子、長塚圭史、中村まこと、町田マリー、玉置玲央
- FM FESTIVAL 2011「未来授〜明日の日本人たちへ〜」 - 総合司会：茂木健一郎、坂本美雨　出演：畠山重篤、姜尚中、益川敏英、齊藤孝、福岡伸一、大屋裕二、内館牧子
- FM FESTIVAL 2012 未来授業〜明日の日本人たちへ〜「世界の中のニッポン〜自らの立ち位置の確認〜」 - 総合司会：茂木健一郎、古賀涼子　出演：養老孟司、小山薫堂、ロバート・キャンベル、福岡伸一、北川智子
- FM FESTIVAL 2013 未来授業〜明日の日本人たちへ〜「ニッポンの転換点・未来を創る」- 総合司会：茂木健一郎、古賀涼子　出演：スプツニ子！、安藤忠雄、池上彰、姜尚中、長沼毅、倉本聰
- FM FESTIVAL 2014 未来授業〜明日の日本人たちへ〜「未来を変えるイノベーションは起こせるのか？」- 総合司会：茂木健一郎、古賀涼子　出演：ヤマザキマリ、千住 博、伊東 豊雄
- FM FESTIVAL 2015 未来授業〜明日の日本人たちへ〜「戦後70年のイノベーション〜新しいニッポン人の突破力〜」- 総合司会：茂木健一郎、古賀涼子　出演：山極壽一、宮本亜門、瀬谷ルミ子、中村修二、藤沢周
- FM FESTIVAL 2016 未来授業〜明日の日本人たちへ〜「WORK SHIFT 2016・第4次産業革命のハピネスとは?」AIやIoT。テクノロジーの進化が描きだす“新しい価値　” - 総合司会：茂木健一郎、高橋みなみ　出演：落合陽一、坂村健、石黒浩、三浦豪太、高桑早生
- 朝日地球環境フォーラム with 未来授業 - 出演：宮台真司、岡田武
- Think About AIDS ポエトリーリーディング - 出演：中嶋朋子、向井理、リリー・フランキー、大貫妙子、佐藤江梨子、品川祐、西原理恵子、椿姫紗彩菜、しりあがり寿、内田恭子
- かつて来た、森へ〜松任谷由実と巡る伊勢神宮と日本（2011年9月29日） - 出演：松任谷由実、竹田恒泰、辛酸なめ子
- 未来へと、続く旅〜伊勢神宮が見つめてきた日本〜 - 出演：倉本聰、中嶋朋子、竹田恒泰
- 浅川マキ〜北陸少女伝説 - 出演：室井滋 ※芸術祭参加
- ア・ラブ・ストーリー ※芸術祭参加
- 強制収容所から来たミュージシャン ※芸術祭参加
- 赤塚不二夫追悼〜忘れたいのに思い出せない ※芸術祭参加
- SONY PRESENTS 泳ぐ楽園〜THE VOICE of THE EARTH
- 村上RADIO - 出演：村上春樹
- HARUKI MURAKAMI 40th Anniversary 村上JAM ～村上RADIO SPECIAL NIGHT～（2019年6月26日）
- TOKYO FM 開局50周年企画「村上春樹 produce & appearance MURAKAMI JAM」（2021年2月14日）
- 村上春樹 presents 山下洋輔トリオ 再乱入ライブ
- 『村上春樹 presents 山下洋輔トリオ 再乱入ライブ』重量盤アナログレコード（2024年毎日芸術賞受賞）

※延江浩が手がけた以下の番組は放送ライブラリーに収蔵され、聴取が可能となっている。
「ザ・ライン　僕たちの境界線」、「コスモアースコンシャスアクト　アースデー・コンサート」、「ジブリ汗まみれ外伝　“キルドレの空とポニョの海”」、「苑子ちゃんの手紙」、「3年7組栗原清志　青い森での青春遍歴」、「特別番組　夏は来ぬ」、「浅川マキ　北陸少女伝説」、「FM FESTIVAL2011　未来授業　明日の日本人たちへ」、「ア・ラブ・ストーリー」、「TOKYO FM特別番組　ザ・ビートルズ★ 〜オール・マイ・ラヴィング〜」、「FM FESTIVAL 2012 未来授業　明日の日本人たちへ」、「ジャズ・イン・東京　強制収容所から来たミュージシャン」、「ＪＦＮ年末年始特別番組　今贈ろう。胸いっぱいの、ありがとう！」、「これからを見つめて 〜LOVE＆HOPE 3年目の春だより〜」、「ピート・シーガー追悼特別番組「野に咲く花は、少女の胸に」」、「軍艦島閉山40周年　Hashima on my　mind ふるさとの記憶」

## 作家としての主な活動

### 映画原作
- アタシはジュース（1995年、TOKYO FM出版（文庫：1996年、集英社）） ※小説現代新人賞受賞
- さすらいのボンボンキャンディ（リトルモア・ストリートノベル賞受賞 2022年影山祐子 原田喧太主演にて映画化）
- いつか晴れるかな〜大鹿村騒動記（2011年、ぽぷら文庫 2011年原田芳雄主演にて映画化）

### 主な著書
- 愛国とノーサイド（講談社）
- グレイ（中央公論新社）
- 7カラーズ（水曜社）
- らいおんはーと〜早熟な少年詩人による言語（ピュアフル文庫）
- ピュアフル・アンソロジー kiss．（ピュアフル文庫・共著）
- キース・ヘリング ぼくが信じるアート。ぼくが生きたライフ。 / Keith Haring | It is art as I know it . It is life as I know it.（中村キース・ヘリング美術館）
- 青色の子供（小説現代）
- さよならホールドオン（小説現代）
- 2011.3.11 そして、いま私が思うこと Feel Love Vol.13 （2011 Summer）（祥伝社）
- 松本隆 言葉の教室（2021年11月16日、マガジンハウス）
- (企画編集)井上陽水英訳詞集（ロバート　キャンベル著　講談社　ミュージック・ペンクラブ音楽賞）
- さはしひろし 今夜、すべてのロックバーで
- Ｊ（幻冬舎）

### 対談
- 三人閑談 ラジオが今、面白い （三田評論2009年12月号）（ジャーナリスト：木村太郎、元NHKアナウンサー：明石勇）
- 銀座百点 2023年3月号「ネコが街をつくったなら」嵐山光三郎　岩合光昭

### 連載
- 朝日新聞「世界の音をとる」1.各番組の音風景を収録する　2.ガラパゴスでイグアナと遊ぶ　3.コーランの響きに我を忘れる　4.幻想的で夢のような熱帯の話
- Car And Driver「カーラジオはキャッツ・アイ」（期間）
- 週刊朝日「RADIO PAPA」朝日新聞出版
- JAL国際線・国内線機内誌「SKYWARD」
- 銀座百点「都市の伝説─銀座巡礼」
- 共同通信「RADIO BOYが行く！」
- 週刊現代「雷音一擲」（エッセイ）

### 寄稿
- サントリークォータリー『村上龍との旅路』『坂本龍一との旅路』
- AERA 「第二幕〜小林麻美とその時代」（2011年8月）
- 三田文学 2022秋号「シンポジウム 松本隆 言葉の教室」慶應義塾大学出版会

### 作品解説
- 『昭和歌謡大全集』村上龍（幻冬舎文庫）
- 『散文散歩』大貫妙子（角川文庫）
- 『白の月』谷村志穂（集英社文庫）

## その他の活動
- インターネット動画番組『RVR Ryu's Video Report』にて、村上龍との対談
- 『さはしひろし（仮）』 （2021年1月 - 、InterFM897） - レギュラー出演。共演者は音楽プロデューサーの佐橋佳幸
- 特定非営利活動法人ヴィンテージエイジングクラブ副理事長